# Liga de Mujeres Votantes

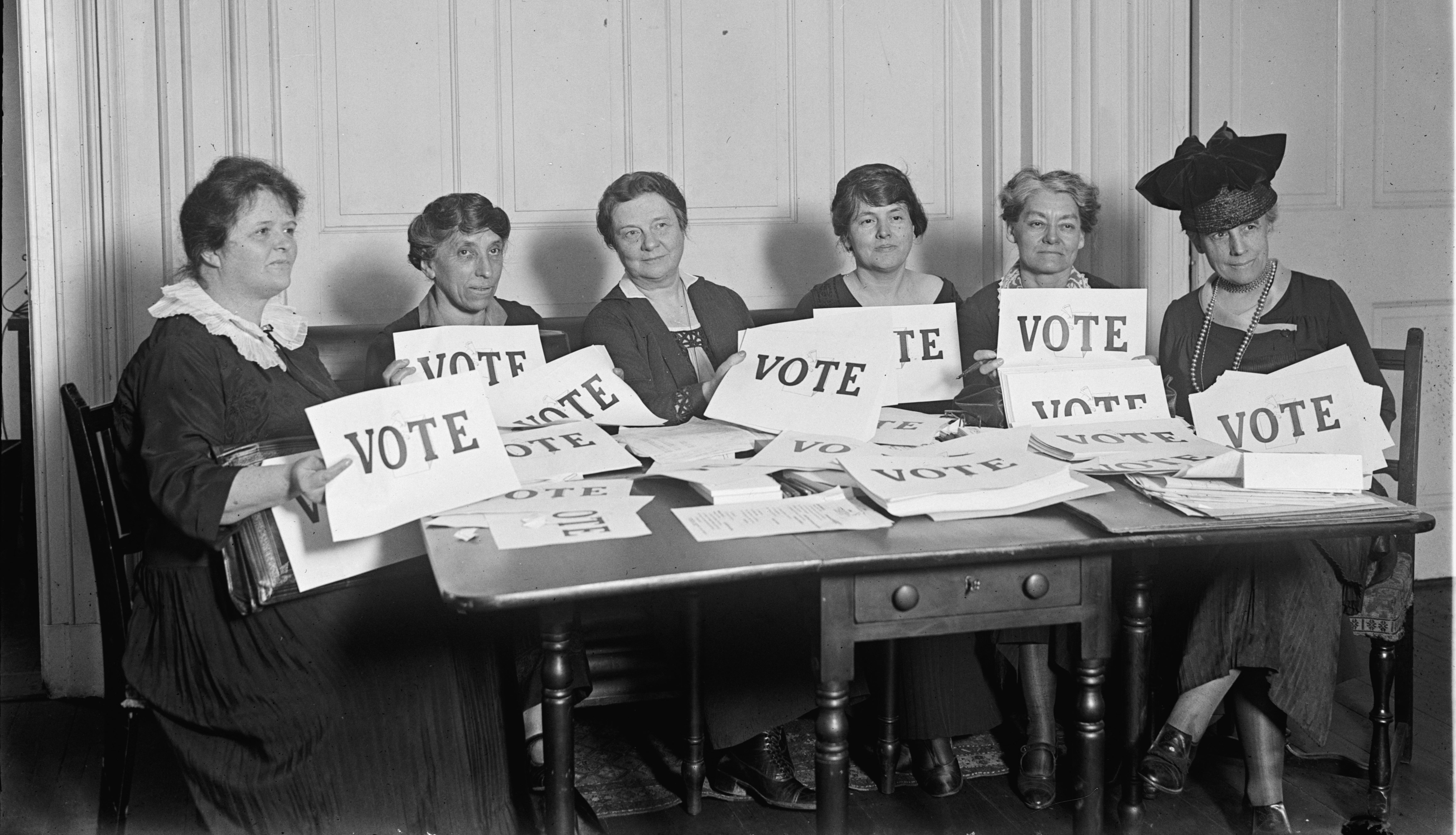
Título: Liga Nacional de Mujeres Votantes, 17/9/24 Resumen/medio: Colección de la National Photo Company (Biblioteca del Congreso).

La Liga de Mujeres Votantes (en inglés: League of Women Voters, LWV) es una organización cívica en los Estados Unidos que se formó para ayudar a las mujeres a asumir un papel más importante en los asuntos públicos después de que obtuvieron el derecho al voto.
Fue fundada en 1920 para apoyar los nuevos derechos de sufragio femenino mediante la fusión del Consejo Nacional de Mujeres Votantes, fundado por Emma Smith DeVoe, y la Asociación Nacional Estadounidense del Sufragio Femenino, dirigida por Carrie Chapman Catt, aproximadamente seis meses antes de la Decimonovena Enmienda a la Constitución de los Estados Unidos otorgó a las mujeres el derecho al voto. La Liga de Mujeres Votantes comenzó como un "poderoso experimento político" destinado a ayudar a las mujeres recién liberadas a ejercer sus responsabilidades como votantes. Originalmente, solo las mujeres podían unirse a la liga; pero en 1973 la carta fue modificada para incluir a los hombres. LWV opera a nivel local, estatal y nacional, con más de 1,000 ligas locales y 50 estatales, y una liga territorial en las Islas Vírgenes de EE. UU.
La Liga de Mujeres Votantes es oficialmente no partidista: no apoya ni se opone a candidatos o partidos. Sin embargo, apoya una variedad de posiciones de política pública progresistas, incluida la reforma del financiamiento de campañas, la asistencia sanitaria universal, el derecho al aborto, la acción contra el calentamiento global y la regulación ambiental, y el control de armas.